# Hexatoma sycophanta
Hexatoma sycophanta är en tvåvingeart som beskrevs av Alexander 1937. Hexatoma sycophanta ingår i släktet Hexatoma och familjen småharkrankar. Inga underarter finns listade i Catalogue of Life.